# Alain Rémy (diplomate)
Vous êtes invité à donner votre avis sur cette page de discussion, de manière argumentée en vous aidant notamment des critères d’admissibilité ou en présentant des sources extérieures et sérieuses.  
Après avoir apposé le modèle {{Admissibilité}} sur une page, suivez les étapes expliquées sur Wikipédia:Débat d'admissibilité/Aide :
| 1. | Créez la page de débat d'admissibilité.                                                                      | Sauvegardez d’abord la page pour l’initialiser puis indiquez votre motivation.                |
| 2. | Important : ajoutez une entrée dans la section Débat d'admissibilité du jour.                                | Utilisez ce texte : *{{L\|Alain Rémy (diplomate)}}                                            |
| 3. | Pensez à informer les contributeurs principaux de la page et les projets associés lorsque cela est possible. | Utilisez ce texte : {{subst:Avertissement débat d'admissibilité\|Alain Rémy (diplomate)}}~~~~ |

Alain Rémy, né le 11 novembre 1952 à Paris, est un diplomate français. 
Il fut l'ambassadeur de France en Ukraine de 2011 à 2015 puis ambassadeur de France en  République démocratique du Congo entre 2015-2018.

## Biographie
Diplômé d'une licence de philologie en russe, d'un master en économie appliquée, et d'un doctorat en économie internationale, il commence sa carrière en 1980 à l'administration centrale du ministère des Affaires étrangères. De 1981 à 1984, il est le premier secrétaire de l'ambassade de France en Union soviétique. Il revient en France à cette date, où il travaille à la section économie et finance de l'administration centrale. De 1987 à 1989, il travaille au service coopération internationale du ministère de l'Économie et des Finances. De 1993 à 1997, il est directeur adjoint de la Direction de l'Afrique du Nord au ministère des Affaires étrangères. Il est par la suite envoyé à l'ambassade d'Alger de 1997 à 1999, puis à l'ambassade de Russie de 1999 à 2002. Il redevient à cette date directeur adjoint de la Direction de l'Afrique du Nord et du Moyen-Orient. 
En 2005, il est nommé consul général de France à Jérusalem, poste qu'il occupe jusqu'en 2009. Il est nommé ambassadeur de France en Ukraine de 2011 à 2015. Il est, de 2015 à 2018, l'ambassadeur de France en  République démocratique du Congo.

## Distinctions
- Officier de la Légion d'honneur (2014)
- Officier de l'ordre national du Mérite (2009)
- Médaille d'honneur des affaires étrangères (or)